# Eyal Berkovic
Eyal Berkovic (hebreu: אייל ברקוביץ')  (Regba, 2 d'abril de 1972) és un exfutbolista israelià de la dècada de 1990.
Fou 78 cops internacional amb la selecció israeliana.
Pel que fa a clubs, defensà els colors de West Ham United FC, Celtic, Manchester City FC o Portsmouth FC, entre d'altres.